# Femmes de luxe
Pour plus de détails, voir Fiche technique et Distribution.
Femmes de luxe (titre original : Ladies of Leisure) est un film américain réalisé par Frank Capra, sorti en 1930.

## Synopsis
Au cours d'une soirée, Jerry Strong, un peintre, fait la connaissance d'une fille aux mœurs faciles, Kay Arnold. Il l'engage comme modèle. Peu à peu, Kay s'éprend de l'artiste. Mais celui-ci évolue dans un monde factice, où l'amour n'a aucune place. Le jour où il ouvre les yeux à la vie, il décide d'épouser Kay. Alors, les parents de Jerry se liguent pour empêcher le mariage et vont jusqu'à pousser la jeune femme au suicide.

## Fiche technique
- Titre original : Ladies of Leisure
- Réalisation : Frank Capra
- Scénario : Jo Swerling d'après la pièce Ladies of the Evening écrite par Milton Herbert Gropper et mise en scène en 1924 par David Belasco
- Photographie : Joseph Walker
- Montage : Maurice Wright
- Musique : Mischa Bakaleinikoff (non crédité)
- Direction artistique : Harrison Wiley
- Costumes : Edward Stevenson (non crédité)
- Producteurs : Harry Cohn et Frank Capra (non crédité)
- Société de production : Columbia Pictures
- Pays de production :  États-Unis
- Langue : anglais
- Tournage : De janvier 1930 au 15 février 1930
- Format : Noir et blanc — 35 mm — 1,37:1 — Son : Mono (Western Electric System)
- Genre : Film dramatique
- Durée : 99 minutes
- Date de sortie : 
  - États-Unis : 5 avril 1930

## Distribution
- Barbara Stanwyck : Kay Arnold
- Ralph Graves : Jerry Strong
- Lowell Sherman : Bill Standish
- Marie Prevost : Dot Lamar
- Nance O'Neil : Mme Strong
- George Fawcett : John Strong
- Juliette Compton : Claire Collins
- Johnnie Walker : Charlie